# Muhammed ibn Abdallah Hassan al-Mahdi

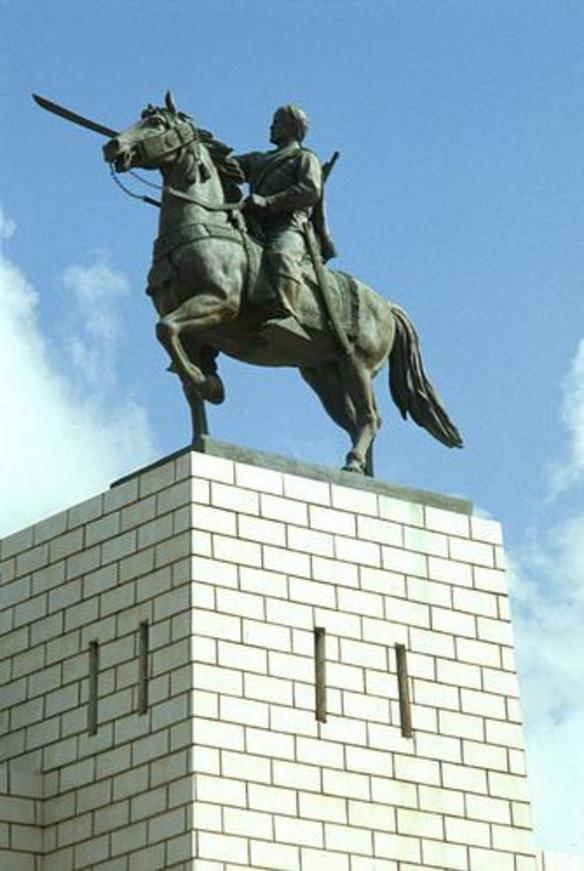
Staty av Hassan i Mogadishu i Somalia.

Sayyid Muhammed Abdullahi Hassan, född 7 april 1856, död 21 december 1920, var en muslimsk frihetskämpe i Somalia. Han etablerade Dervischstaten i Somaliland och stred mot de brittiska, italienska och etiopiska impierierna. Han är också känd för sin poesi. Vissa av Hassans dikter ses som klassiker i Somalia.
Hassans namn förkortas ibland informellt som MAH. Han har kallats den somaliska nationalismens fader. 
Britterna kallade honom The mad Mullah. Men enligt Douglas Jardine var det inte britterna som kom på smeknamnet, utan det är en översättning av det somaliska uttrycket wadaad waal (den galne Mullan). En samtida somalisk poet, Ali Jama Habil, skrev en dikt med namnet "Maxamed Waal" (Den galne Mohamed). Det somaliska ordet waalan täcker ett spektrum - från ren vanvett eller "galen" tapperhet till ett utomvärldsligt inre lugn.
Han förde den längsta antikoloniala striden i Afrika - den varade i över två decennier.  
Hassan uppträdde 1899 som mahdi och förkunnade det heliga kriget mot de otrogna. Efter otaliga strider mot britter, italienare och abessinier, avbrutna av ett stillestånd 1905-08, måste Hassan slutligen 1920 fly för övermakten. 
Den 21 december 1921 avled han i influensa, 64 år gammal.